# Chico Marx
Chico Marx (22 de marzo de 1887 - 11 de octubre de 1961), actor y comediante estadounidense que formó parte de los Hermanos Marx. Su verdadero nombre era Leonard Marx.
En sus películas tocaba el piano, compañero inseparable de Harpo Marx, al que era el único capaz de entender.

## Películas
Películas de los cuatro Hermanos Marx
- Humor Risk (1921) (perdida, sólo se conservan unos pocos fragmentos)
- Los cuatro cocos (1929)
- El conflicto de los Marx (1930)
- Pistoleros de agua dulce (1931)
- Plumas de caballo (1932)
- Sopa de ganso (1933)

Películas de los tres Hermanos Marx (sin Zeppo) 
- Una noche en la ópera (1935)
- Un día en las carreras (1937)
- El hotel de los líos (1938)
- Una tarde en el circo (1939)
- Los Hermanos Marx en el Oeste (1940)
- Tienda de locos (1941)
- Una noche en Casablanca (1946)
- Amor en conserva (1949)
- La historia de la humanidad (1957) (aparecen por separado, no se considera una película de los Hermanos Marx)

Películas en solitario
- Chico:
  - Papa Romani (1950), Piloto para televisión